# 法令宫
法令宫，位于中国广东省湛江市雷州市乌石镇镇江区，为湛江市雷州市的一个市级文物保护单位，类型为古建筑，公布时间为2001年8月17日。
法令宫的历史年代为明代。